# Tuyên ngôn Thiên niên kỷ Liên Hợp Quốc
Ngày 8 tháng 9 năm 2000, sau ba ngày diễn ra Hội nghị Thượng đỉnh Thiên niên kỷ với sự tham gia của nguyên thủ thế giới tại trụ sở Liên Hợp Quốc ở New York, Đại hội đồng Liên Hợp Quốc đã thông qua 60 mục tiêu liên quan đến hòa bình; phát triển; môi trường; quyền con người; người dễ bị tổn thương, người đói và người nghèo; châu phi; và Liên hợp quốc - gọi chung là Tuyên ngôn Thiên niên kỷ (Nghị quyết 55/2).  Văn bản hệ quả đã được Đại hội đồng thông qua vào ngày 14 tháng 12 năm 2000 để hướng dẫn việc thực hiện nghị quyết. Tiến độ thực hiện Tuyên ngôn đã được xem xét tại Hội nghị thượng đỉnh Thế giới 2005 dành cho nguyên thủ. Tuyên ngôn bao gồm 8 chương và 32 đoạn.

## Các chương
Tuyên ngôn Thiên niên kỷ có 8 chương và các mục tiêu chính, được 189 nhà lãnh đạo thế giới thông qua trong hội nghị thượng đỉnh: Tuyên ngôn, sau Tuyên bố Vienna và Chương trình Hành động, nhấn mạnh việc tuân thủ pháp luật quốc tế về nhân quyền và luật nhân đạo quốc tế theo các Nguyên tắc của Hiến chương Liên Hợp Quốc cũng như các hiệp ước về phát triển bền vững. Tuyên ngôn cũng kêu gọi tuân thủ Ngừng bắn Olympic trên diện cá nhân và tập thể.
1. Giá trị và Nguyên tắc
  - Tự do
  - Bình đẳng
  - Đoàn kết
  - Lòng khoan dung
  - Tôn trọng thiên nhiên - "Được thể hiện qua công tác quản lý các thực thể sống và tài nguyên thiên nhiên, phù hợp với các nguyên tắc phát triển bền vững."
  - Chia sẻ trách nhiệm
2. Hòa bình, An ninh và Giải trừ vũ khí
3. Quyền được phát triển và Xóa đói giảm nghèo
4. Bảo vệ môi trường
5. Nhân quyền, Dân chủ và Quản trị quốc gia tốt
6. Bảo vệ Người dễ bị tổn thương
7. Đáp ứng nhu cầu đặc biệt của châu Phi
8. Củng cố Liên Hợp Quốc